# Valdenir da Silva
Valdenir da Silva, de son nom complet Valdenir da Silva Vitalino, est un footballeur brésilien né le 21 février 1977.